# Оґасавара (Токіо)
27°5′40″ пн. ш. 142°11′31″ сх. д. / 27.09444° пн. ш. 142.19194° сх. д.
Оґасава́ра (яп. 小笠原村, おがさわらむら, МФА: [ogasawaɾa muɾa]) — село в Японії, в області Оґасавара префектури Токіо. Займає територію усієї групи островів Оґасавара. Належить до острівних територій Токіо. Станом на 1 жовтня 2008 площа села становила 104,41 км². Станом на 1 січня 2009 населення села становило 2804 осіб.

## Клімат
Село знаходиться у зоні, котра характеризується вологим субтропічним кліматом. Найтепліший місяць — серпень із середньою температурою 27.8 °C (82 °F). Найхолодніший місяць — лютий, із середньою температурою 17.8 °С (64 °F).
| Клімат Оґасавари (район Огігаура) | Клімат Оґасавари (район Огігаура) | Клімат Оґасавари (район Огігаура) | Клімат Оґасавари (район Огігаура) | Клімат Оґасавари (район Огігаура) | Клімат Оґасавари (район Огігаура) | Клімат Оґасавари (район Огігаура) | Клімат Оґасавари (район Огігаура) | Клімат Оґасавари (район Огігаура) | Клімат Оґасавари (район Огігаура) | Клімат Оґасавари (район Огігаура) | Клімат Оґасавари (район Огігаура) | Клімат Оґасавари (район Огігаура) | Клімат Оґасавари (район Огігаура) |
| Показник                          | Січ.                              | Лют.                              | Бер.                              | Квіт.                             | Трав.                             | Черв.                             | Лип.                              | Серп.                             | Вер.                              | Жовт.                             | Лист.                             | Груд.                             | Рік                               |
| Абсолютний максимум, °C           | 27                                | 25                                | 26                                | 27                                | 28                                | 31                                | 32                                | 32                                | 32                                | 31                                | 28                                | 26                                | 32                                |
| Середній максимум, °C             | 20                                | 19                                | 20                                | 22                                | 24                                | 27                                | 28                                | 28                                | 28                                | 27                                | 25                                | 21                                | 24                                |
| Середня температура, °C           | 18                                | 17                                | 18                                | 21                                | 23                                | 26                                | 27                                | 27                                | 27                                | 26                                | 23                                | 20                                | 23                                |
| Середній мінімум, °C              | 16                                | 15                                | 16                                | 19                                | 21                                | 24                                | 25                                | 26                                | 25                                | 24                                | 21                                | 17                                | 21                                |
| Абсолютний мінімум, °C            | 10                                | 8                                 | 10                                | 11                                | 15                                | 17                                | 21                                | 22                                | 20                                | 17                                | 13                                | 12                                | 8                                 |
| Норма опадів, мм                  | 80                                | 80                                | 80                                | 130                               | 180                               | 130                               | 100                               | 140                               | 140                               | 160                               | 140                               | 130                               | 1550                              |
| --------------------------------- | --------------------------------- | --------------------------------- | --------------------------------- | --------------------------------- | --------------------------------- | --------------------------------- | --------------------------------- | --------------------------------- | --------------------------------- | --------------------------------- | --------------------------------- | --------------------------------- | --------------------------------- |
| Джерело: Weatherbase              |                                   |                                   |                                   |                                   |                                   |                                   |                                   |                                   |                                   |                                   |                                   |                                   |                                   |